# Roseville (Minnesota)
Roseville ist eine Stadt im US-Bundesstaat Minnesota. Sie ist im Ramsey County gelegen. Das U.S. Census Bureau hat bei der Volkszählung 2020 eine Einwohnerzahl von 36.254 ermittelt.

## Geografie
Roseville gehört zur nördlichen Metropolregion Minneapolis–Saint Paul im Mittleren Westen der Vereinigten Staaten. Die Stadt teilt sich Stadtgrenzen unter anderem mit dem südwestlich gelegenen Minneapolis und dem südlich gelegenen St. Paul. Sie ist damit neben Lauderdale die einzige Stadt, die an beide Twin Cities grenzt.
Nach Angaben des United States Census Bureau beträgt die Fläche der Stadt 35,8 Quadratkilometer, davon sind 1,5 Quadratkilometer Wasserflächen.

## Geschichte
Die Gebiete um Roseville wurden ursprünglich von den Dakota- und Ojibwe-Indianern bewohnt. Die ersten weißen Siedler kamen um 1843, die Ureinwohner verließen die Region 1862. Das Rose Township wurde 1850 eingerichtet. Es wurde nach einem der ersten Siedler, Isaac Rose, benannt. Das Township umfasste neben den Flächen der heutigen Städte Roseville, Lauderdale und Falcon Heights auch Gebiete des heutigen St. Paul.
Der Aufschwung von dem ländlich geprägten Dorf zum Vorort von St. Paul und Minneapolis begann in den 1930er und 1940er Jahren. Am 14. April 1948 wurde Roseville innerhalb des Townships als Village gegründet. Mit den Gründungen von Falcon Heights und Lauderdale im Jahr 1949 als eigenständige Städte wurde das Rose Township aufgelöst. In den 1950er und 1960er Jahren beschleunigte sich das Wirtschafts- und Bevölkerungswachstum. In der Folgezeit wurde in der Stadtplanung ein größerer Schwerpunkt auf die nachhaltige Entwicklung und Erhaltung gesetzt, welches eine Stagnation der Bevölkerungszahlen seit etwa 1970 bedeutete.

## Bevölkerungsentwicklung
| 1970   | 1980   | 1990   | 2000   | 2010   | 2020   |
| ------ | ------ | ------ | ------ | ------ | ------ |
| 34.438 | 35.820 | 33.485 | 33.690 | 33.660 | 36.254 |

## Demografische Daten
Nach den Angaben der Volkszählung 2000 leben in Roseville 33.690 Menschen in 14.598 Haushalten und 8.598 Familien. Ethnisch betrachtet setzt sich die Bevölkerung aus 89,5 Prozent weißer Bevölkerung, 4,9 Prozent asiatischen Amerikanern, 2,8 Prozent Afroamerikanern sowie anderen kleineren oder mehreren Gruppen zusammen. 2,0 Prozent der Einwohner zählen sich zu den Hispanics.
In 22,2 % der 14.598 Haushalte leben Kinder unter 18 Jahren, in 49,2 % leben verheiratete Ehepaare, in 7,2 % leben weibliche Singles und 41,1 % sind keine familiären Haushalte. 33,6 % aller Haushalte bestehen ausschließlich aus einer einzelnen Person und in 13,9 % leben Alleinstehende über 65 Jahre. Die durchschnittliche Haushaltsgröße liegt bei 2,20 Personen, die von Familien bei 2,82.
Auf die gesamte Stadt bezogen setzt sich die Bevölkerung zusammen aus 18,2 % Einwohnern unter 18 Jahren, 11,1 % zwischen 18 und 24 Jahren, 26,8 % zwischen 25 und 44 Jahren, 23,6 % zwischen 45 und 64 Jahren und 20,3 % über 65 Jahren. Der Median beträgt 41 Jahre. Etwa 53,5 % der Bevölkerung ist weiblich.
Der Median des Einkommens eines Haushaltes beträgt 51.056 USD, der einer Familie 65.861 USD. Das Pro-Kopf-Einkommen liegt bei 27.755 USD. Etwa 4,2 % der Bevölkerung und 2,6 % der Familien leben unterhalb der Armutsgrenze.

## Politik
Roseville ist eine Statutory City mit einer Council-manager system gemäß Kapitel 412 der Minnesota State Statutes (Plan B). Der Stadtrat (City Council) besteht aus einem gewählten Bürgermeister sowie vier weiteren gewählten Mitgliedern. Der vom Rat ausgewählte Stadtgeschäftsführer (City manager) führt die Tagesgeschäfte der Stadt.
Bürgermeister von Roseville ist seit 2003 Craig Klausing. City Manager ist Bill Malinen.

### Partnerstädte
- Cartago, Costa Rica (seit 1994)
- Shinmachi, Japan (1996–2005)

## Wirtschaft und Infrastruktur

### Wirtschaft

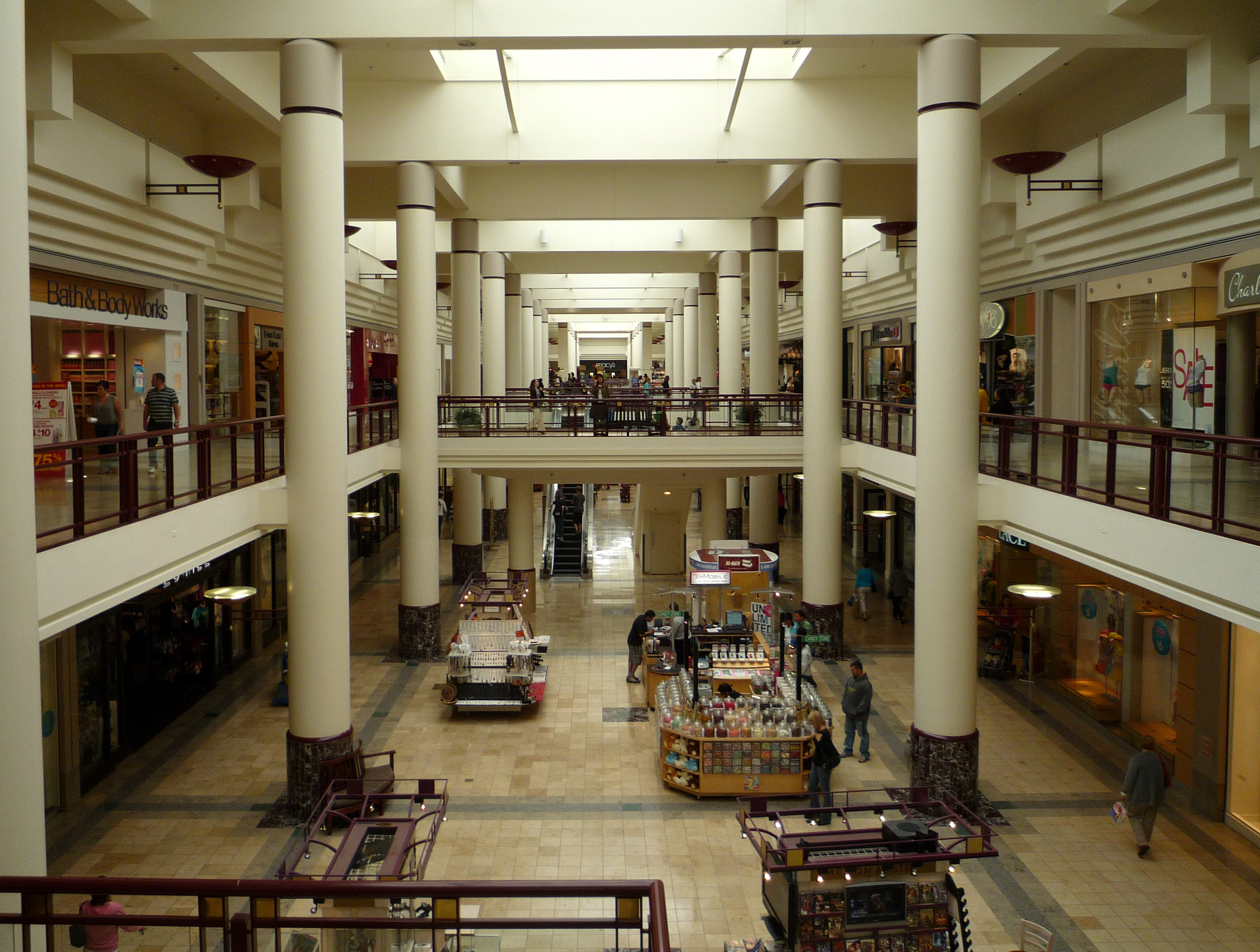
Rosedale Center

Die erhobenen Steuersätze von Roseville gehören zu den niedrigsten in der Metropolregion. So haben sich in der Vergangenheit zahlreiche Geschäfte und Restaurants angesiedelt. Größere Einkaufszentren sind das Rosedale Center (107.000 Quadratmeter Verkaufsfläche) und das Har Mar Mall (40.000 Quadratmeter Verkaufsfläche). In Roseville eröffneten außerdem der erste Target-Supermarkt und der erste Barnes-&-Noble-Buchladen außerhalb von New York City. Auch das erste McDonald’s-Restaurant in Minnesota wurde dort erbaut. Zu den größten Arbeitgebern gehören McGough Construction, Unisys und Presbyterian Homes & Services. Ebenso haben der weltweit fünftgrößte Brettspielhersteller Fantasy Flight Games, der Chips- und Imbisshersteller Old Dutch Foods, ein Teil des Verkehrs- und das Bildungsministerium von Minnesota sowie die Minnesota State Lottery ihren Sitz in Roseville. Roseville zählt rund 37.900 Beschäftigte (Council Annual Estimates, 2006).

### Verkehr
Durch Roseville verläuft der Interstate 35W. Die Minnesota State Route 36, 51 (Snelling Avenue) und 280 sind weitere Hauptverkehrsstraßen. Eine Eisenbahnlinie der Minnesota Commercial Railway führt durch die Stadt.

### Sport und Erholung
Es existieren 30 städtische Parks in Roseville mit einer Fläche von 255 Hektar. Diese beinhalten 103 Kilometer Geh- und Wanderwege. Das Harriet Alexander Nature Center ist im Central Park gelegen. Weiterhin gibt es einen Golfplatz.
Das Guidant John Rose Minnesota Oval ist eine der weltweit größten offenen Kunsteisflächen. Es besteht aus einer 400-Meter-Ovalbahn und einem Innenfeld mit einer Fläche von insgesamt etwa 10.200 Quadratmetern. Gewöhnlicherweise ist es von November bis März geöffnet. Regelmäßig finden dort größere Veranstaltungen statt. Dazu gehören beispielsweise die Bandymeisterschaften (Weltmeisterschaften der Männer 1995 und der Frauen 2006) und verschiedene Eisschnelllaufwettbewerbe. In den Sommermonaten wird die Fläche zum Skaten, Aggressive Inline Skating, BMX und Rollhockey genutzt.

## Persönlichkeiten
Die Schauspieler Richard Dean Anderson, Loni Anderson und Peter Krause wuchsen in Roseville auf.